# Большая полуось
Большая полуось — один из основных геометрических параметров объектов, образованных посредством конического сечения.

## Эллипс

Основные параметры эллипса. Большая полуось обозначена как.

Большой осью эллипса называется его наибольший диаметр — отрезок, проходящий через центр и два фокуса. Большая полуось составляет половину этого расстояния и идёт от центра эллипса к его краю через фокус.
Под углом в 90° к большой полуоси располагается малая полуось — минимальное расстояние от центра эллипса до его края. У частного случая эллипса — круга — большая и малая полуоси равны и являются радиусами. Таким образом, можно рассматривать большую и малую полуоси как некоего рода радиусы эллипса.
Длина большой полуоси {\displaystyle a} связана с длиной малой полуоси {\displaystyle b} через эксцентриситет {\displaystyle e}, фокальный параметр {\displaystyle p} и фокальное расстояние (полурасстояние между фокусами) {\displaystyle {\boldsymbol {c}}} следующим образом:
{\displaystyle b=a{\sqrt {1-e^{2}}},}
{\displaystyle p=a(1-e^{2}),}
{\displaystyle ap=b^{2}.}
{\displaystyle a^{2}=b^{2}+c^{2}}
Большая полуось представляет собой среднее арифметическое между расстояниями от любой точки эллипса до его фокусов.
Рассмотрев уравнение в полярных координатах, с точкой в начале координат (полюс) и лучом, начинающейся из этой точки (полярная ось):
{\displaystyle r(1-e\cos \theta )=p}
Получим средние значения {\displaystyle r={p \over {1+e}}} и {\displaystyle r={p \over {1-e}}}
и большую полуось {\displaystyle a={p \over 1-e^{2}}.}

## Парабола

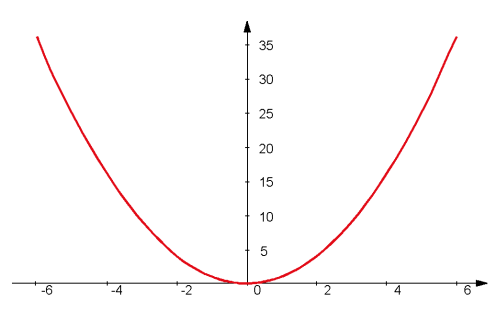
График построения параболы простейшей функции y = x^{2}

Параболу можно получить как предел последовательности эллипсов, где один фокус остаётся постоянным, а другой отодвигается в бесконечность, сохраняя {\displaystyle p} постоянным. Таким образом {\displaystyle a} и {\displaystyle b} стремятся к бесконечности, причём {\displaystyle a} быстрее, чем {\displaystyle b}.

## Гипербола
Большая полуось гиперболы составляет половину минимального расстояния между двумя ветвями гиперболы, на положительной и отрицательной сторонах оси {\displaystyle x} (слева и справа относительно начала координат). Уравнение ветви, расположенной на положительной стороне:
{\displaystyle {\frac {\left(x-h\right)^{2}}{a^{2}}}-{\frac {\left(y-k\right)^{2}}{b^{2}}}=1.}
Большая полуось, выраженная через фокальный параметр и эксцентриситет, равна
{\displaystyle a={p \over e^{2}-1}}.
Прямая, содержащая большую ось гиперболы, называется поперечной осью гиперболы.

## Астрономия

### Орбитальный период
В небесной механике орбитальный период {\displaystyle T} обращения малых тел по эллиптической или круговой орбите вокруг более крупного центрального тела рассчитывается по формуле:
{\displaystyle T=2\pi {\sqrt {a^{3} \over \mu }}}
где:
{\displaystyle a} — это размер большой полуоси орбиты
{\displaystyle \mu } — это стандартный гравитационный параметр (произведение гравитационной постоянной на массу объекта {\displaystyle \mu =GM\ })
Следует обратить внимание, что в данной формуле для всех эллипсов период обращения определяется значением большой полуоси, независимо от эксцентриситета.
В астрономии большая полуось, наряду с орбитальным периодом, является одним из самых важных орбитальных элементов орбиты космического тела.
Для объектов Солнечной системы большая полуось связана с орбитальным периодом по третьему закону Кеплера.
{\displaystyle {\frac {T_{1}^{2}}{T_{2}^{2}}}={\frac {a_{1}^{3}}{a_{2}^{3}}}}
где:
{\displaystyle T} — орбитальный период в годах;
{\displaystyle a} — большая полуось в астрономических единицах.
Это выражение является частным случаем общего решения задачи двух тел Исаака Ньютона:
{\displaystyle T^{2}={\frac {4\pi ^{2}}{G(M+m)}}a^{3}}
где:
{\displaystyle G} — гравитационная постоянная
{\displaystyle M} — масса центрального тела
{\displaystyle m} — масса обращающегося вокруг него спутника. Как правило, масса спутника настолько мала по сравнению с массой центрального тела, что ею можно пренебречь. Поэтому, сделав соответствующие упрощения в этой формуле, получим данную формулу в упрощённом виде, который приведён выше.
Орбита движения спутника вокруг общего с центральным телом центра масс (барицентра), представляет собой эллипс. Большая полуось используется в астрономии всегда применительно к среднему расстоянию между планетой и звездой, в результате орбиты планет Солнечной системы приведены к гелиоцентрической системе, а не к системе движения вокруг центра масс. Эту разницу удобнее всего проиллюстрировать на примере системы Земля—Луна. Отношение масс в этом случае составляет 81,30059. Большая полуось геоцентрической орбиты Луны составляет 384 400 км, в то время как расстояние до Луны относительно центра масс системы Земля—Луна составляет 379 730 км — из-за влияния массы Луны центр масс находится не в центре Земли, а на расстоянии 4670 км от него. В итоге средняя орбитальная скорость Луны относительно центра масс составляет 1,010 км/с, а средняя скорость Земли — 0,012 км/с. Сумма этих скоростей даёт орбитальную скорость Луны 1,022 км/с; то же самое значение можно получить, рассматривая движение Луны относительно центра Земли, а не центра масс.

### Среднее расстояние
Часто говорят, что большая полуось является средним расстоянием между центральным и орбитальным телом. Это не совсем верно, так как под средним расстоянием можно понимать разные значения — в зависимости от величины, по которой производят усреднение:
- усреднение по эксцентрической аномалии. В таком случае среднее расстояние будет точно равно большой полуоси орбиты.
- усреднение по истинной аномалии, тогда среднее расстояние будет точно равно малой полуоси орбиты.
- усреднение по средней аномалии даст значение среднего расстояния, усреднённое по времени:

{\displaystyle a\left(1+{\frac {e^{2}}{2}}\right).}
- усреднение по радиусу, которое получают из следующего соотношения:

{\displaystyle {\sqrt {ab}}=a{\sqrt[{4}]{1-e^{2}}}.}

### Энергия; расчёт большой полуоси методом векторов состояния
В небесной механике большая полуось {\displaystyle a} может быть рассчитана методом векторов орбитального состояния:
{\displaystyle a={-\mu  \over {2\varepsilon }}}
для эллиптических орбит
{\displaystyle a={\mu  \over {2\varepsilon }}}
для гиперболической траектории
и
{\displaystyle \varepsilon ={v^{2} \over {2}}-{\mu  \over \left|\mathbf {r} \right|}}
(удельная орбитальная энергия)
и
{\displaystyle \mu =G(M+m)}
(стандартный гравитационный параметр),
где:
{\displaystyle v} — орбитальная скорость спутника, на основе вектора скорости,
{\displaystyle r} — вектор положения спутника в координатах системы отсчёта, относительно которой должны быть вычислены элементы орбиты (например, геоцентрический в плоскости экватора — на орбите вокруг Земли, или гелиоцентрический в плоскости эклиптики — на орбите вокруг Солнца),
{\displaystyle G} — гравитационная постоянная,
{\displaystyle M} и {\displaystyle m} — массы тел.
Большая полуось рассчитывается на основе общей массы и удельной энергии, независимо от значения эксцентриситета орбиты.

### Большие и малые полуоси орбит планет
Орбиты планет всегда приводятся в качестве главных примеров эллипсов (первый закон Кеплера). Однако минимальная разница между большой и малой полуосями показывает, что они практически круговые по внешнему виду. Эта разница (или соотношение) основывается на эксцентриситете и вычисляется как {\displaystyle a/b=1/{\sqrt {1-e^{2}}}}, что для типичных эксцентриситетов планет дает очень малые значения. Причина предположения о значительной эллиптичности орбит, вероятно, кроется в гораздо большей разнице между афелием и перигелием. Эта разница (или соотношение) также основывается на эксцентриситете и рассчитывается как {\displaystyle r_{\text{a}}/r_{\text{p}}=(1+e)/(1-e)}. Из-за большой разницы между афелием и перигелием второй закон Кеплера легко изобразить графически.
|          | Эксцентриситет | Большая полуось a (а. е.) | Малая полуось b (а. е.) | Разница (%) | Перигелий (а. е.) | Афелий (а. е.) | Разница (%) |
| -------- | -------------- | ------------------------- | ----------------------- | ----------- | ----------------- | -------------- | ----------- |
| Меркурий | 0.206          | 0.38700                   | 0.37870                 | 2.2         | 0.307             | 0.467          | 52          |
| Венера   | 0.007          | 0.72300                   | 0.72298                 | 0.002       | 0.718             | 0.728          | 1.4         |
| Земля    | 0.017          | 1.00000                   | 0.99986                 | 0.014       | 0.983             | 1.017          | 3.5         |
| Марс     | 0.093          | 1.52400                   | 1.51740                 | 0.44        | 1.382             | 1.666          | 21          |
| Юпитер   | 0.049          | 5.20440                   | 5.19820                 | 0.12        | 4.950             | 5.459          | 10          |
| Сатурн   | 0.057          | 9.58260                   | 9.56730                 | 0.16        | 9.041             | 10.124         | 12          |
| Уран     | 0.046          | 19.21840                  | 19.19770                | 0.11        | 18.330            | 20.110         | 9.7         |
| Нептун   | 0.010          | 30.11000                  | 30.10870                | 0.004       | 29.820            | 30.400         | 1.9         |